# Acronychia normanbiensis
Acronychia normanbiensis är en vinruteväxtart som beskrevs av Thomas Gordon Hartley. Acronychia normanbiensis ingår i släktet Acronychia och familjen vinruteväxter. Inga underarter finns listade i Catalogue of Life.